# Patto del popolo
Il Patto del popolo (in inglese "Agreement of the People") è un documento che si riferisce a una serie di manifesti programmatici pubblicati tra il 1647 e il 1649 proponenti modifiche costituzionali dello Stato inglese.

## Storia
La prima redazione del patto era stata compilata nell'ottobre del 1647 nell'ambito del New Model Army, durante la guerra civile, quando con la definitiva sconfitta degli scozzesi a Preston da parte di Oliver Cromwell si compiva la caduta della monarchia di Carlo I, ormai prigioniero degli inglesi, destinato a essere processato per alto tradimento e condannato a morte.
Il Patto è solitamente attribuito ai Livellatori ma in realtà vi furono versioni pubblicate anche dal Consiglio generale del New Model Army.
Le principali versioni pubblicate del patto furono:
- An Agreement of the People for a firm and present peace upon grounds of common right, presentata al Consiglio dell'Esercito nell'ottobre del 1647.[2]
- An Agreement of the People of England, and the places therewith incorporated, for a secure and present peace, upon grounds of common right, freedom and safety, presentata al Rump Parliament nel gennaio 1649.[3]
- An Agreement of the Free People of England. Tendered as a Peace-Offering to this distressed Nation, versione ampliata del 1º maggio 1649[4]

## I dibattiti di Putney
L'elaborazione del Patto del popolo fu preceduta da una serie di dibattiti, tra ufficiali e soldati dell'"Esercito di nuovo modello" su quale dovesse essere il futuro assetto istituzionale dello Stato inglese, che si tennero dal 28 ottobre al 1º novembre 1647 a Putney, una località vicino a Londra.
Il New model army «temprato dalla severa disciplina di guerra, orgoglioso delle sue vittorie, reclamò il diritto di decidere l'assetto definitivo che avrebbe dovuto avere il paese.»
All'interno dell'esercito si confrontarono due tesi opposte quella moderata e legalitaria dello Ireton e dello stesso Oliver Cromwell e quella espressa dal Rainsborough e dal Sexby che, riecheggiando i programmi dei livellatori, esprimevano «la più appassionata difesa degli ideali egualitari e democratici dei soldati... Di fronte alle cautele di Cromwell e Ireton riluttanti ad ammettere la legittimità di qualunque menomazione di diritti costituiti, Rainsborough afferma recisamente che tutte le libertà popolari hanno avuto origine da un'usurpazione dei privilegi delle classi dirigenti.»

## Il primo Patto del popolo

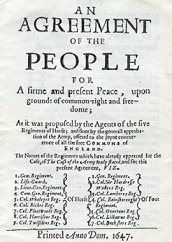
Agreement of the People, 1647

Nell'inverno del 1647 gli Agitatori (chiamati così inizialmente i livellatori) dei cinque reggimenti di cavalleria del "New Model Army" stipularono un patto del popolo, l'Agreement of the People for a firme peace, da considerarsi un primo abbozzo di una costituzione scritta, che prevedeva, in quattro punti principali
- che i seggi venissero redistribuiti in proporzione alla popolazione delle varie contee;
- che l'attuale parlamento si sarebbe dovuto sciogliere il 30 settembre 1648;
- che i futuri parlamentari fossero eletti ogni due anni e rimanessero in carica da aprile a settembre;
- che il parlamento biennale avrebbe dovuto essere l'organo di suprema autorità nel paese.

La discussione svoltasi a Putney si era soffermata sul primo articolo del "Patto del popolo" che recitava:
La Camera dei comuni era infatti per tradizione eletta in Inghilterra sulla base di circoscrizioni risalenti a molti secoli prima, che stabilivano una rappresentanza maggiore alle città rispetto ai territori rurali. I levellers sostenendo che i rappresentanti del popolo andavano ripartiti proporzionalmente alla popolazione delle circoscrizioni elettorali si facevano così promotori del principio egualitario per cui ogni uomo vale un voto.
Il dibattito si accese poi tra ufficiali e soldati su chi avesse diritto al voto. Per Ireton dovrebbe valere il principio censitario:
Rainborough sosteneva invece che «ogni uomo il quale ha da vivere sotto un governo debba prima col suo consenso accettare quel governo»
Auspicando la soppressione della Camera dei Lord («una pura tirannia che le stesse persone sedessero in Parlamento per tutta la
vita») inoltre i livellatori affermavano che in base al diritto naturale nessuno si deve sentire in obbligo di obbedire a un Parlamento che non ha eletto poiché «...il Parlamento deriva il potere e la rappresentatività da coloro che glieli trasmettono. Il popolo deve quindi specificare in che cosa consiste tale potere e tale rappresentatività, ed è appunto questo che si prefigge il nostro patto.»
L'alleanza iniziale fra livellatori e l'esercito durò fino alla seconda versione dell'Agreement, quando Cromwell e altri importanti esponenti sostituirono la clausola sulla tolleranza religiosa con un'ambigua e illiberale.
Il programma politico del Patto del 1647 venne messo da parte da Cromwell che si appellò alla disciplina militare essendo arrivata la notizia della fuga del re che rendeva necessaria l'unità dell'esercito per la prevedibile ripresa della guerra civile.
Il dialogo tra le due fazioni si ruppe definitivamente con l'abbandono di Lilburne e i suoi compagni decisa in un'assemblea del 15 novembre 1647.

## Patto del Libero Popolo Inglese

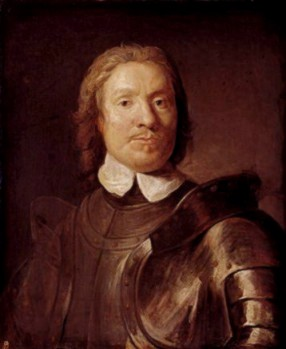
Oliver Cromwell

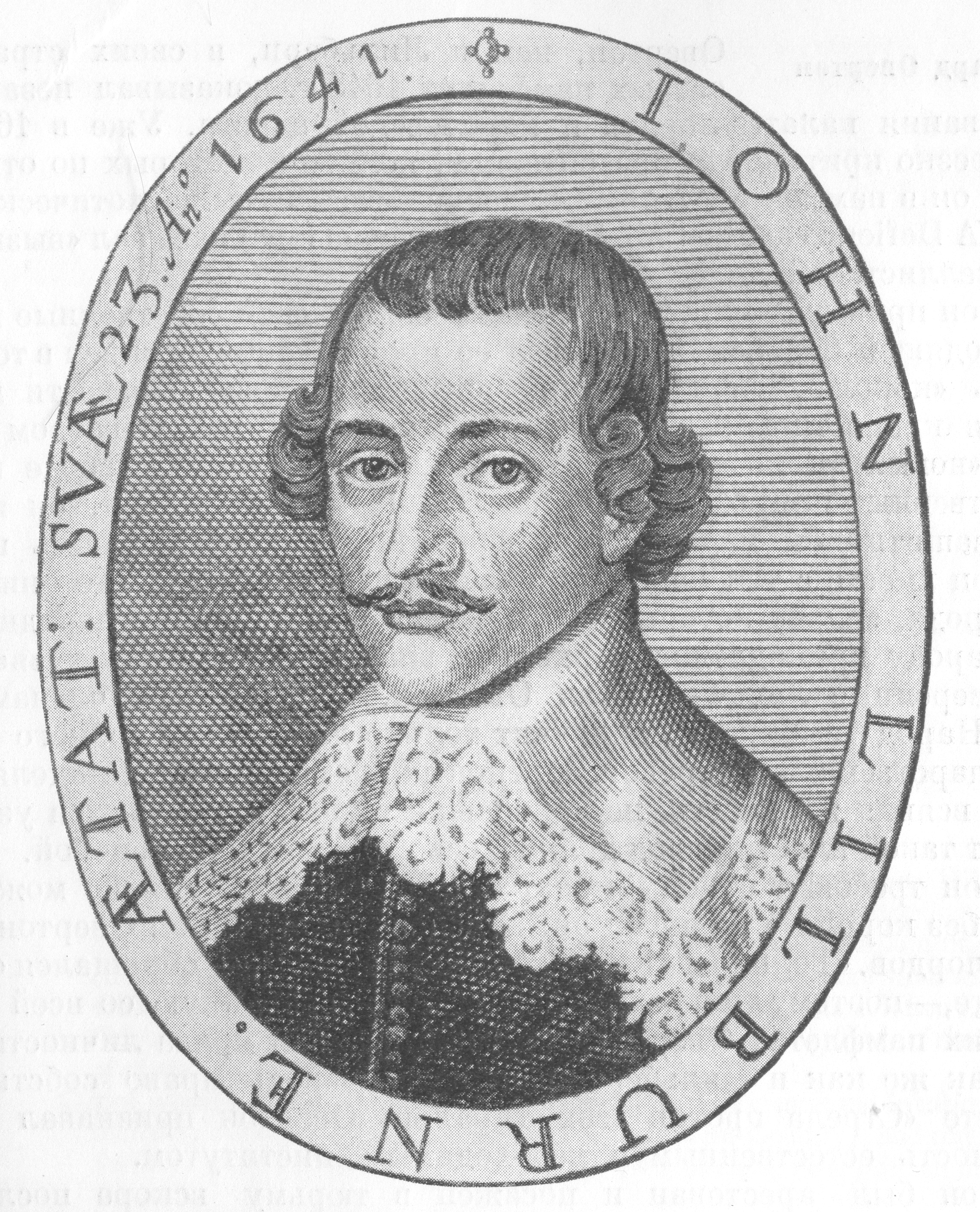
John Lilburne

Dopo l'esecuzione, il 30 gennaio 1649 del re Carlo I e dopo la proclamazione della Repubblica, fermenti libertari riapparvero nel 1649 quando Lilburne pubblicò il 26 febbraio il pamphlet Englands New Chains Discovered con l'intenzione di risvegliare i civili sul pericolo del governo di Cromwell, e successivamente un altro testo, assieme a Richard Overton, nel quale si criticava il fatto che ufficiali dell'esercito avessero preso parte al nuovo governo.
Il 27 marzo Cromwell, ai Comuni, attaccò Lilburne criticandone l'ultimo pamphlet e la Camera rispose riconoscendo che: "tale libello... è di contenuto oltremodo falso, scandaloso e riprovevole". Il giorno seguente, il 28 marzo, quattro distaccamenti dell'esercito circondarono le case di Lilburne, Walwyn, Overton e Thomas Prince (tesoriere del partito) e li arrestarono.
Il 1º maggio i quattro prigionieri mandarono alla stampa la versione definitiva dell'Agreement of The People, con il titolo Patto del libero Popolo Inglese. Tra i principi fondamentali del testo si trovavano:
- l'estensione del diritto al voto a "tutti gli uomini dai ventun anni in su" (a parte alcune distinzioni);
- l'abolizione delle decime;
- il termine del Lungo Parlamento (fissato per il primo mercoledì d'agosto del 1649) e i principi che avrebbero dovuto rispettare i nuovi parlamenti, come le clausole sull'eleggibilità:

(John Lilburne, William Walwyn, Richard Overton e Thomas Prince, Agreement of the Free People of England, 1º maggio 1649)
- I diritti civili e il fatto che tutti i cittadini devono essere uguali di fronti alla legge.

Oltre a queste il Patto conteneva numerose clausole sull'Amministrazione della giustizia, sulla difesa, sull'economia, sul decentramento giudiziario e amministrativo e altre piccole riforme.
Nonostante la scarcerazione l'8 novembre 1649 di Lilburne e degli esponenti principali del partito, i livellatori persero rapidamente la loro coesione e la loro speranza. Non vennero più convocate assemblee rappresentative per promuovere il loro Patto del Popolo (poiché i portavoce rimasti dell'esercito non vi avrebbero preso parte) e non vennero più pubblicati pamphlet a nome del partito, che declinò definitivamente, nell'autunno del 1649. Negli anni successivi piccoli gruppi di livellatori si riunirono in congregazioni settarie per organizzare piccole attività e raccogliere firme, senza però mai riuscire a raggiungere veri e propri risultati concreti.